# Victor Lekhal
Victor Lekhal (Fécamp, 27 febbraio 1994) è un calciatore francese naturalizzato algerino, centrocampista dell'Umm-Salal.

## Caratteristiche tecniche
È un mediano.

## Carriera

### Club
Cresciuto nel settore giovanile del Le Havre, ha esordito in prima squadra il 7 febbraio 2014 in occasione del match di Ligue 2 perso 1-0 contro il Nîmes.

### Nazionale
Ha giocato nella nazionale algerina.

## Statistiche

### Cronologia presenze e reti in nazionale
| Cronologia completa delle presenze e delle reti in nazionale ― Algeria | Cronologia completa delle presenze e delle reti in nazionale ― Algeria | Cronologia completa delle presenze e delle reti in nazionale ― Algeria | Cronologia completa delle presenze e delle reti in nazionale ― Algeria | Cronologia completa delle presenze e delle reti in nazionale ― Algeria | Cronologia completa delle presenze e delle reti in nazionale ― Algeria | Cronologia completa delle presenze e delle reti in nazionale ― Algeria | Cronologia completa delle presenze e delle reti in nazionale ― Algeria |
| Data                                                                   | Città                                                                  | In casa                                                                | Risultato                                                              | Ospiti                                                                 | Competizione                                                           | Reti                                                                   | Note                                                                   |
| ---------------------------------------------------------------------- | ---------------------------------------------------------------------- | ---------------------------------------------------------------------- | ---------------------------------------------------------------------- | ---------------------------------------------------------------------- | ---------------------------------------------------------------------- | ---------------------------------------------------------------------- | ---------------------------------------------------------------------- |
| 26-3-2019                                                              | Blida                                                                  | Algeria                                                                | 1 – 0                                                                  | Tunisia                                                                | Amichevole                                                             | -                                                                      | 14’                                                                    |
| Totale                                                                 |                                                                        | Presenze                                                               | 1                                                                      |                                                                        | Reti                                                                   | 0                                                                      |                                                                        |

## Palmarès

### Club

#### Competizioni nazionali
- Campionato francese di seconda divisione: 1

Le Havre: 2022-2023
- Coppa delle Stelle del Qatar: 1

Umm-Salal: 2023-2024